# تروکی مییاموتو
تروکی مییاموتو (به انگلیسی: Teruki Miyamoto) بازیکن فوتبال اهل ژاپن و عضو تیم ملی فوتبال ژاپن است که در تاریخ ۱۱ ژوئن ۱۹۶۱ میلادی اولین بازی ملی‌اش را انجام داد. او در ۵۸ بازی ملی حضور داشت و آخرین بازی ملی خود را در تاریخ ۲ اکتبر ۱۹۷۱ میلادی انجام داد. تروکی مییاموتو در بازی‌های ملی‌اش
۱۹ گل به ثمر رساند.